# Silene marschallii
Silene marschallii là loài thực vật có hoa thuộc họ Cẩm chướng. Loài này được C.A.Mey. miêu tả khoa học đầu tiên năm 1831.